# Uromyces lupini
Uromyces lupini är en svampart som beskrevs av Berk. & M.A. Curtis 1860. Uromyces lupini ingår i släktet Uromyces och familjen Pucciniaceae.   Inga underarter finns listade i Catalogue of Life.